# Nathan Haas
Nathan Hass (Brisbane, 12 de março de 1989) é um ciclista profissional australiano que corre com a equipa Katusha-Alpecin.
Estreia como profissional em 2010 no humilde equipo australiano do Genesys Wealth Advisers. Em seu segundo ano destacou especialmente ao ser segundo no Campeonato Oceánico em Rota e ao ganhar o Jayco Herald Sun Tour e o Japan Cup. Esses bons resultados deram-lhe a oportunidade de ascender ao ciclismo de máxima categoria da mão do Garmin no ano 2012.

## Palmarés
2011
- 2º no Campeonato Oceánico em Estrada sub-23
- Jayco Herald Sun Tour
- Tour de Tasmania, mais 1 etapa
- Japan Cup
- 2º no UCI Oceania Tour

2012
- Volta a Grã-Bretanha

2014
- 1 etapa do Herald Sun Tour
- Japan Cup

2016
- 1 etapa da Volta a Burgos

2017
- 3º no Campeonato de Austrália em Estrada

2018
- 1 etapa do Tour de Omã

## Resultados em Grandes Voltas
Durante sua carreira desportiva tem conseguido os seguintes postos nas Grandes Voltas:
| Corrida         | 2010 | 2011 | 2012 | 2013 | 2014 | 2015 | 2016 | 2017 | 2018 |
| --------------- | ---- | ---- | ---- | ---- | ---- | ---- | ---- | ---- | ---- |
| Giro de Itália  | -    | -    | -    | Ab.  | 104º | -    | -    | Ab.  | -    |
| Tour de France  | -    | -    | -    | -    | -    | Ab.  | -    | -    | -    |
| Volta a Espanha | -    | -    | -    | -    | 143º | -    | F.c. | -    | -    |

-: não participa 
Ab.: abandono 
F.c.: fora de controle

## Equipas
- Genesys Wealth Advisers (2010-2011)
- Garmin/Cannondale (2012-2015)
  - Garmin-Barracuda (2012) (até dantes do Tour de #o França)
  - Garmin-Sharp (2012-2014)
  - Team Cannondale-Garmin (2015)
- Dimension Data (2016-2017)
- Team Katusha-Alpecin (2018-)